# Cantón de Gex
El cantón de Gex (en francés canton de Gex) es una circunscripción electoral francesa situada en el departamento de Ain, de la región de Auvernia-Ródano-Alpes. La cabecera (bureau centralisateur en francés) está en Gex.

## Historia
Al aplicar el decreto nº 2014-147 del 13 de febrero de 2014 sufrió una redistribución comunal con cambios en los límites territoriales y en el número de comunas, pasando éstas de 11 a 7.
Con la aplicación de dicho decreto, que entró en vigor el 2 de abril de 2015, después de las primeras elecciones departamentales posteriores a la publicación de dicho decreto, los cantones de Ain pasaron de 43 a 23.

## Composición
- Cessy
- Divonne-les-Bains
- Gex
- Grilly
- Sauverny
- Versonnex
- Vesancy